# (4641) Ayako
(4641) Ayako est un astéroïde de la ceinture principale.

## Description
(4641) Ayako est un astéroïde de la ceinture principale. Il fut découvert le 30 août 1990 à Kitami par Kin Endate et Kazuro Watanabe. Il présente une orbite caractérisée par un demi-grand axe de 2,19 UA, une excentricité de 0,17 et une inclinaison de 1,7° par rapport à l'écliptique.

## Compléments